# Mecset

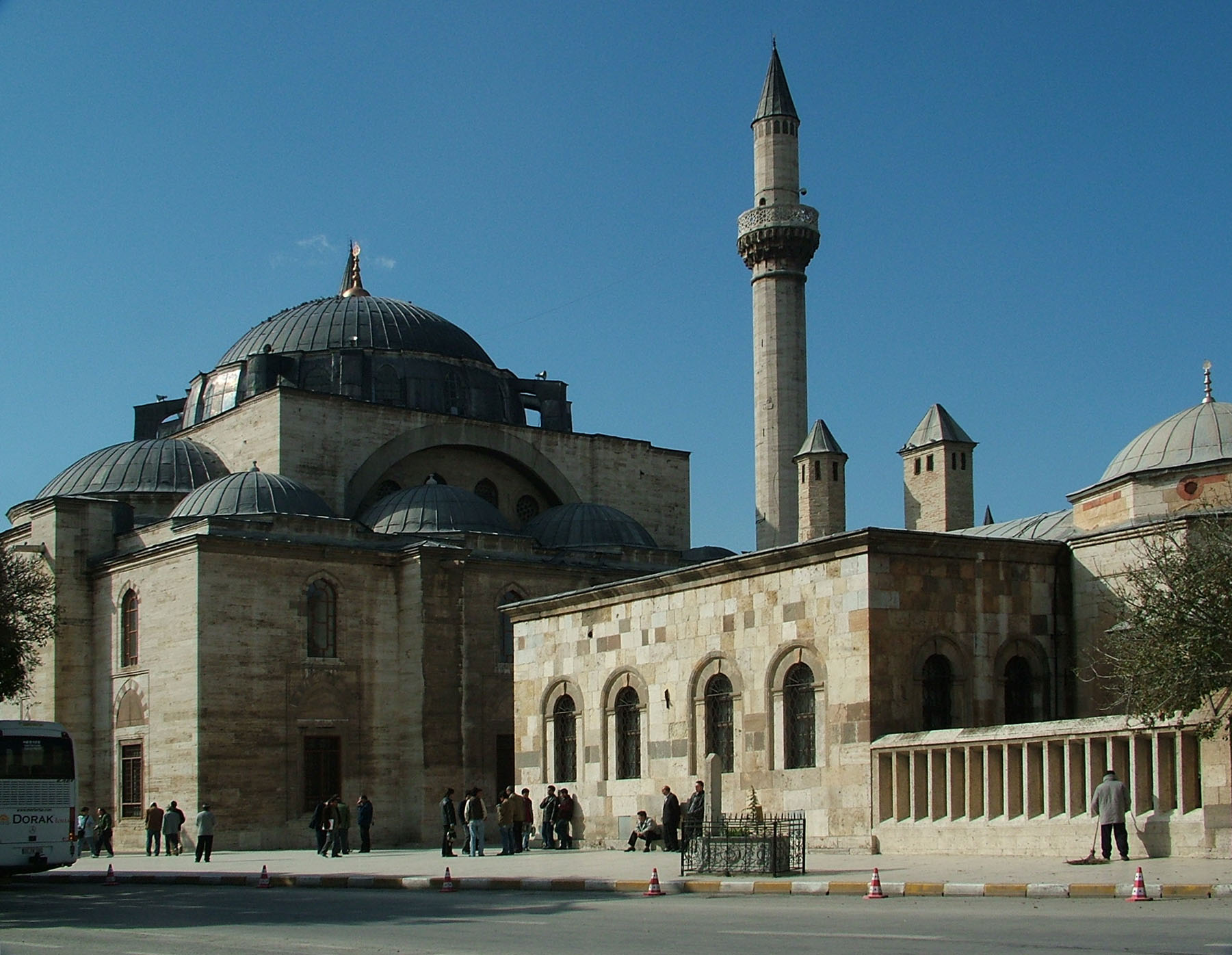
Szelimije-dzsámi, Konya, Törökország

A mecset az iszlám vallás temploma. Maga a szó az arab maszdzsid szóból származik, ami a szadzsad (meghajlás) szóból ered (a muszlim hívőnek ima közben többször is meg kell hajolnia). A mecset tehát a „meghajlás, leborulás helye”. Azokat a mecseteket, amelyek a péntek déli istentisztelet (szalát al-dzsuma) helyszínéül szolgálnak, nagymecseteknek, arab nyelven dzsámiknak (جامع, „összegyűjtő”) nevezik.
A mecsetek belső berendezései közül kiemelkedik a Kába szentély irányába tájolt mihráb (imafülke). Az ima iránya (kibla=imairány) rendkívül fontos az iszlámban, kitűzését körültekintő számítások határozzák meg. Sok mecset berendezéséhez tartozik a minbar (szószék) és egy elkerített terület, a makszúra, ahol az elöljáró és családtagjaik elkülönülten végzik imáikat.
A korai iszlám idején a muszlim közösség kincstára is a mecsetben volt. A rituális tisztálkodásra a mecsetben kutak vagy víznyerő helyek szolgálnak. A mecset nemcsak vallási célokat szolgált, hanem esetenként közösségi viták színhelye, egyben bíróság is volt. A mecsetekben napjában többször összegyűlnek a hívők, hogy elmondják imájukat.

## Előzmények
Az első mecset Mohamed próféta medinai háza volt. Mohamed követői ide vonultak vissza a hidzsra után, 622-ben. A ház rekonstruálása alapján úgy tűnik, a viszonylag kicsi épület egy nagy udvarban állt. Mikor több hívő is panaszkodott az erős napsütésre, Mohamed az udvar egyik végét pálmalevelekkel lefedve egy árnyékos helyet építtetett, itt vezette az imákat.
A körülbelül 635-ben alapított Baszrában az első mecset helyét egyszerűen kijelölték, a hívők épület nélkül imádkoztak. Egy másik változat szerint azonban már ezt is egy nádkerítéssel vették körül. A 638-ban alapított Kufában az első mecset ugyanilyen egyszerű volt. Határait egy hívő rögzítette, aki egy nyílvesszőt lőtt az ima iránya (kibla) felé, egy másik északra, egy-egy hívő nyugatra és keletre. Az ilyen módon kapott négyzet jelölte ki a mecset határait. Ezt a területet nem falak vették körül, hanem csak egy árok, és az egyetlen építészeti jellemzője a 200 könyök hosszú, fedett oszlopsor (zulla) volt, amely a déli oldal teljes hosszában futott. Az oszlopok márványból készültek. A zulla minden oldalról nyitva volt. Az ott imádkozó ember ráláthatott a Dajr Hind kolostorra és a Bab Dzsiszrkent ismert városkapura. A kibla oldalán épült a főparancsnok számára egy épület, amit csak egy keskeny utca választott el az imahelytől
Egyiptomban az első mecset, az Amr-mecset, amelyet Fusztátnál építettek a 641 telén, szintén egyszerű volt. Mérete 50 x 30 könyök, és a kliblafal oldalát kivéve minden oldalán két ajtó volt. A tető nagyon alacsony volt és valószínűleg pálmalevelekből állt, amelyek pálmatörzsek oszlopain álltak, mint Mohamed házában Medinában.
Az első mecset, amelyről építészeti feljegyzések szólnak, a nagymecset volt Baszrában (épült 665-ben) és Kufában (épült 670-ben).
A Sziklamecset Jeruzsálemben, a muszlim építészet ma is álló legrégebbi emlékműve, Abd al-Malik kalifa építtette. A munkálatok 691-ben fejeződtek be.

## Építészet, kultusz
A korai időszakban a mecsetek építése az uralkodónak (vagy a közösség vezetőjének) társadalmi és egyben vallási kötelezettsége volt. A közösség vezetői még a legkorábbi időszakban is kiemelten kezelték az új mecsetek építését, hogy lépést tartsanak az iszlám terjedésével. A mecset volt a közösség tere is, ahol politikai, gazdasági és társadalmi életet éltek a hívők. Az iszlám megjelenése után szinte azonnal mecsetek jöttek létre.
A törzsi mecsetek mellett megjelentek különböző szekták mecsetei is. Ahogy a régi szent helyek iszlamizálódtak, például a Szimak-mecset Kúfában, a mecset egyre inkább szentély jelleget kapott. Ezt felerősítette az egyház hagyományainak elfogadása és a szentek kultuszának megjelenése is. A mecset építése istennek tetsző tevékenységgé vált; A Próféta egy hagyomány (hadísz) szerint azt mondta: "Aki mecset épít, annak Isten otthont épít a Paradicsomban". Más szentélyekhez hasonlóan a mecseteket néha egy álom kinyilatkoztatásának eredményeként építették. Az iszlám által átvett sírokkal már meglévő szentség természetesen hamarosan átkerült a nagyobb és impozánsabb mecsetekbe. A Bayt Allah „Isten háza” kifejezést, amelyet először csak a Kábára használtak, most minden mecsetre alkalmazni kezdték. Isten házában a mihráb és a minbár különös szentséget élveztek, csakúgy, mint a sírok, különösen Medinában a Próféta sírja. A látogatók áldást kerestek, részben a síremlék vagy annak körüli korlát megérintésével, részben a közelben imádkozva. A mecsetekben gyakran voltak különleges szentségű helyek, például ahol egy híres szent állt vagy imádkozott. A medinai mecsetben például azok a helyek voltak különlegesek, ahol a Próféta állt ima közben.
Omár kalifa idején   minden városban általában csak egy mecset szolgált a pénteki nagy közös ima számára. Amikor azonban a közösség már nem katonai táborként működött és az iszlám váltotta fel az emberek korábbi vallását és áthatotta mindennapjaikat, akkor már számos mecsetre volt szükség a pénteki nagy közös imához is.
A szentély isteni szentséggel bír, valamilyen kinyilatkoztatás helyét jelöli, köré általában mecsetet emeltek. Különös jelentősége van három pániszlám szentélynek . Az egyik a mekkai al-Haram (’szent elkerített terület’), ez valójában a kibla, azaz ima iránya minden muszlim számára. Az első muszlimként tisztelt Ábrahám (aki hanif – szent ember is volt egyben) által felépített Kába ebben a mecsetben helyezkedik el. Minden muszlimnak élete során, ha anyagi lehetőségei megengedik, legalább egyszer el kell zarándokolnia (haddzs). A „Megvilágított”ról elnevezett al-Munavára-mecset Medinában szintén pániszlám, eredetileg Mohamed háza volt.
A harmadik, muszlimok számára kiemelkedő pániszlám szentély a jeruzsálemi Haram as-Sarif („Szent Szentély”), amely maga a Templom-hegy Jeruzsálemben. A hegyen található az al-Aksza-mecset is a Sziklaszentély mellett. Abd al-Malik (685–705) 691-ben emeltette, ugyanúgy, mint a Sziklaszentélyt. Itt van a muszlim hagyomány szerint Ádám sírja, innen rugaszkodott el Mohamed misztikus égi utazására (mirádzs), és az itt található sziklán készült Ábrahám feláldozni fiát.
A körülkerített térből és kiblafalból álló, de nagyszámú imádkozó ember befogadására képes mecseteket gyakran építettek városok mellé.
E pániszlám szentélyek mellett korlátozott jellegű szentélyek is létrejöttek. Gyakran nevezik ezeket a temetkezési kultusszal összefüggő szent helyeket masáhidnak (mashad, a tanúságtétel helye). Fontos példák az iráni Meshedben és Komban, valamint az iraki Nedzsefben és Kerbelában található síita mashad.
A nagymecsetet, az úgynevezett péntek-mecsetet dzsáminak is nevezik (arab:masztzid-e dzuma). Kizárólag ebben lehet elmondani a pénteki khutbát, a próféta leszármazottai és az uralmon lévő kalifákhoz írt imákat. A dzsámik országos felügyelet alá tartoznak. A dzsámi elnevezés a Fátimida korban keletkezett. (Nem véletlen tehát, hogy például a híres korai kollektív imahelyek is csak mecsetként ismertek.) Kezdetben csak az omajjád állam nagyobb városaiban létesíthettek egy-egy khutba-mecsetet (Bagdad és Kairó kivételével, ahol a lakosságszám ezt szükségessé tette). Ez a gyakorlat a későbbiekben megváltozott, feltehetően azért, mert – korabeli írások szerint – egy egy khutba-mecset csak egy-egy rítusnak adott otthont. Korai épületek Kairóban: Amr-mecset (641), Al-Fusztát (698), Ibn Tulún-mecset (879), al-Azhar (970-972), al Hákim-mecset (990-1013), Bajbasz-mecset (1266-1269), s ezek mindvégig meg is tartották a khutba jogát.
A dzsámik alaprajzszervezés, szerkezeti kialakítás és környezetbe illeszkedés tekintetében általában a következőként csoportosíthatók:
- arab típusú udvarmecset
- perzsa négyívános mecset
- indiai háromkupolás mecset
- oszmán központi kupolás mecset

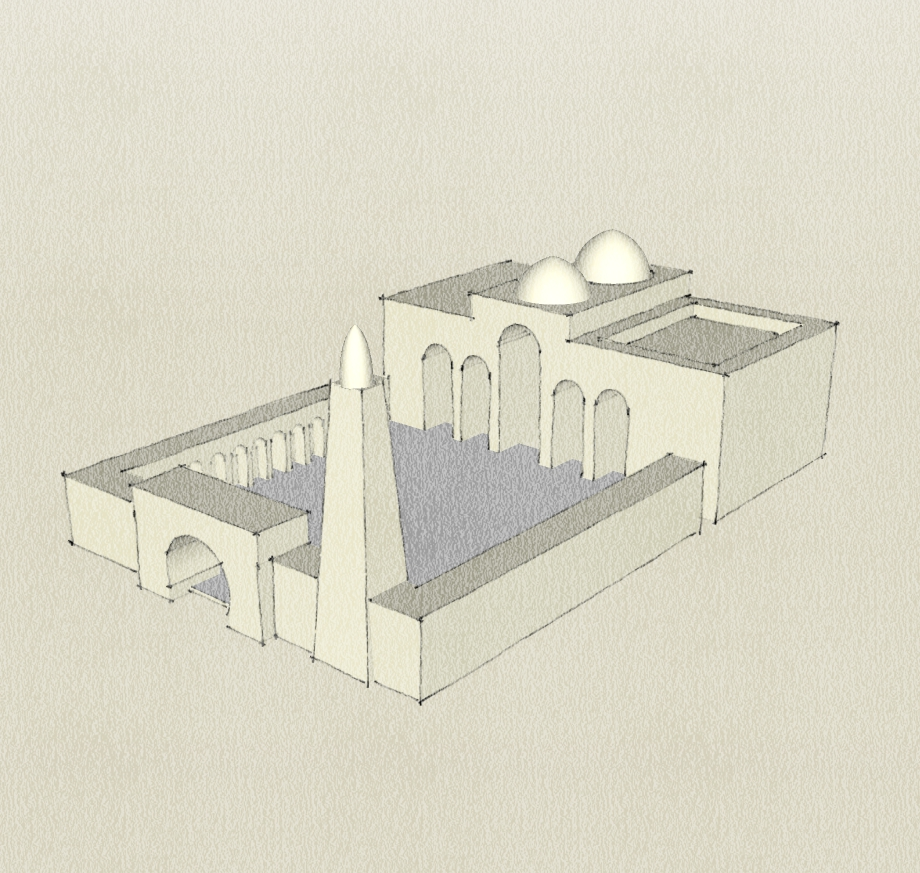
Arab stílusú udvarmecset
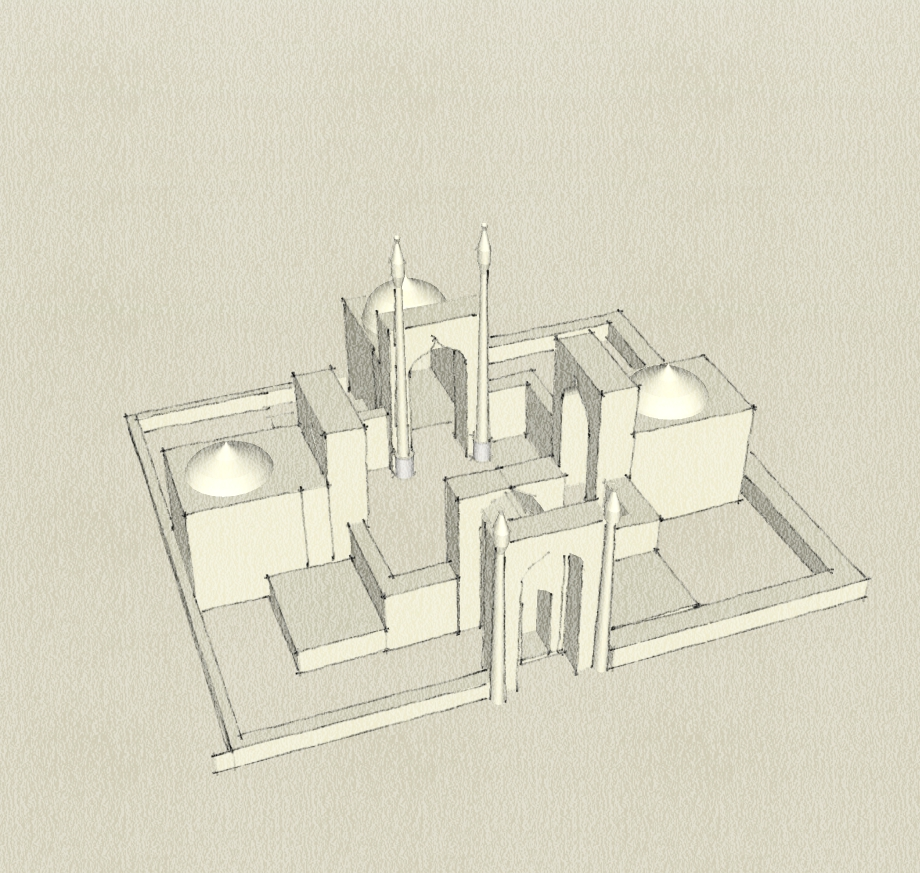
Perzsa stílusú négyívános mecset
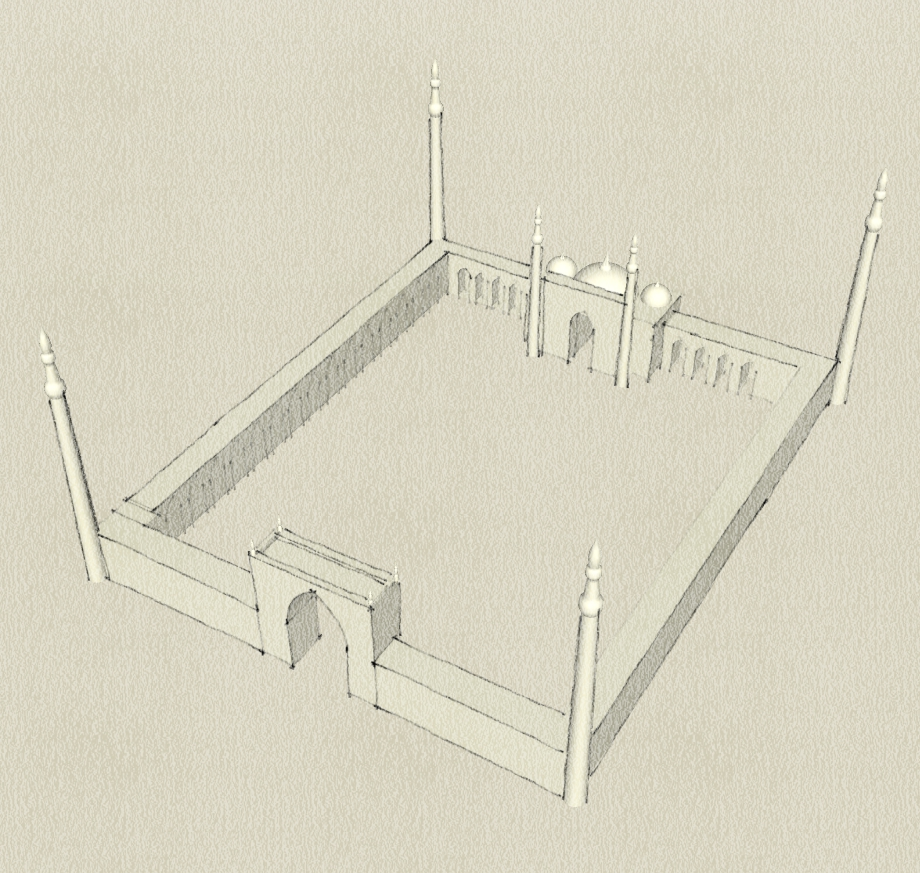
Indiai háromkupolás udvarmecset
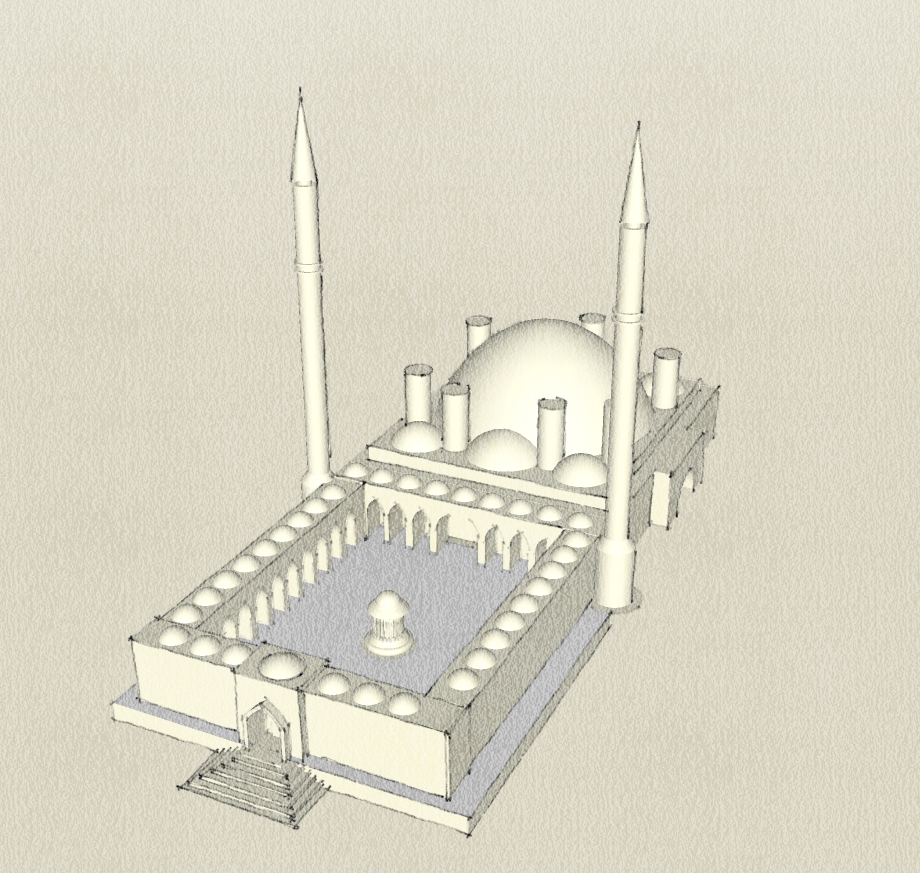
Oszmán központi kupolás mecset

A muzulmán világ különböző területein a mecseteknek különböző formái alakultak ki. Említésre méltóak a korai abbászida mecsetek, a T alakú és az anatóliai kupolás mecsetek. A 20. században a kőolajvagyon következtében gazdaggá vált arab világban rengeteg mecset épült vezető nem muzulmán építészek tervei szerint is, valamint lendületet adott a kortárs muszlim építészek karrierjének is. Az 1977 óta kiosztott Aga Kán Építészeti Díjjal díjazzák azokat az építészeket, akik a hagyományos muzulmán stílusban, vagy akik kortárs nemzetközi stílusok alapján terveznek épületeket.
A világ híres épületei közül többet, mint például az isztambuli Hagia Szophia, az indiai Tádzs Mahal és az athéni Parthenónt a történelem folyamán mecsetként is használták.
Isten nevének megemlítése a mecsetekben nem csak a hivatalos rituális szertartásokra korlátozódott.  A  Korán szavalását már a nagyon korai időkben is Istennek tetsző  imádatos cselekedetnek kellett tekinteni.  A mecsetekben nem ritka az áhítatos, transzcendens átlényegülés ennek hatására (dhikr), amelyet különösen a szufizmus ápol. A ramadán hónap éjszakáin fesztiválok zajlanak a mecsetekben, és más alkalmakkor is, például az újév, néha az újholdnál és a hónap közepén. A mecsetet ezekben az esetekben kivilágították: evés és ivás zajlik bennük, füstölőt égetnek.

## A mecset részei és azok funkciói

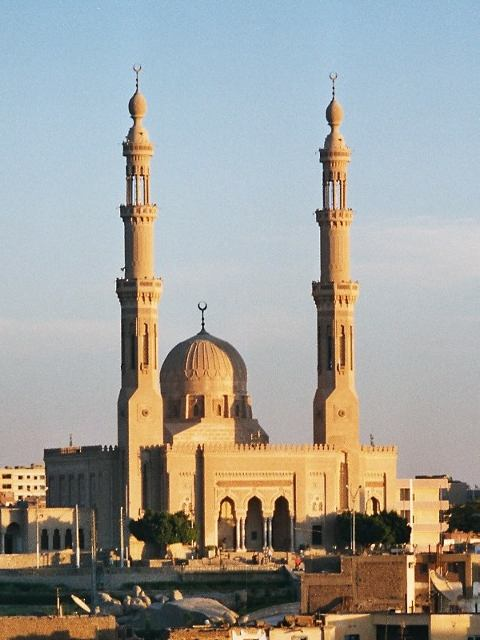
Mecset az egyiptomi Asszuánban

A mecset belseje egybenyitott, rendszerint oszlopos tér, berendezés nélkül. A bejárattal szemben látható a kiblafal, ami a megfelelően tájolt mecsetekben a Mekka felé vezető egyenes vonalra merőleges. A hívek ez elé a fal elé térdelnek ima közben, így Mekka felé fordulnak. A kiblafalon, rendszerint a közepén látható a mihráb, egy falifülke vagy mélyedés, ami azt jelzi, hogy ez a fal a kiblafal. A mihrábban nincs berendezés, eltérően a keresztény templomok szentélyétől. Ha van is szószék a mecsetben (minbar), ahonnan a pénteki imát vezetik, az a mihráb mellett áll. A belső tér padozatát általában szőnyegekkel fedik, de nem ritkák a márványpadlók vagy a homokkal, apró kavicsokkal behintett – általában külső – terek sem. Néha előfordul, hogy a mecset környéki utcák is megtelnek azokkal a hívőkkel, akik nem képesek bent imádkozni a mecset zsúfoltságának idején, és kint végzik el a vallás által előírt feladataikat.
A mecset mindenekelőtt az ima célját szolgálja, főként a pénteki imáét, amely a társadalmi és politikai élet sok eseménye számára nyújt színteret. Ezt a helyet maszdzsid al-dzsáminak (a közösség mecsetjének) nevezik.
A középkor végére a dzsámi (törökül cami) lett a maszdzsid általánosan használt megfelelője. A mecset a kibla, vagyis az ima iránya felé igazodott. A mihráb a kiblafalban kialakított fülke, a minbar a szószék, ahonnan a szentbeszéd (khutba) elhangzik, néha található makszúra is, amely az uralkodó és kísérete számára fenntartott elkerített hely. Az imacsarnokokban  először nem volt zárt terület. A hagyományok egyetértenek abban, hogy a makszúrát azért vezették be, hogy megóvja az uralkodót az ellenséges támadásoktól. Egyes források szerint Muávija volt az első, 660 körül a háridzsita lázadást követően bevezette ezt az építményt, mindenesetre  az Omajjád-korszak elején, és ez az intézkedés összhangban volt az uralkodó növekvő méltóságával.   A későbbi időkben az uralkodók gyakran építettek házat vagy pavilont a mecsetben vagy annak közelében.
A mecsetben gyakran volt egy speciális óra, ez valószínűleg a keresztény egyház  öröksége is lehet, mert Konstantinápolyban figyeltek meg hasonlót az előző korokból. Az órák általában mechanikusak voltak (tehát nem vízzel, vagy homokkal mérték az időt).
A mecsethez tartozik/tartoznak minaret(ek), amelyből az imára szólították a hívőket. A mecset célja a hívők közösségének, egységének fenntartása, így a mecset építése és karbantartása az állam kötelessége.
A muszlimoknak naponta ötször kell imádkozniuk: reggel, délben, délután, napnyugtakor és este (lásd: Az iszlám öt pillére.) Az imára a müezzin szólítja a híveket a minaretből (arabul: manara). Nem muzulmán hívőket több mecsetbe nem engednek be.
Mivel az iszlám szabályai szerint az ima előtt mosakodni kell, a mecsetek udvarán erre kutak biztosítanak lehetőséget. Több mecsetnél erre a célra az udvar közepén is egy különálló kis kútépítményt hoztak létre.

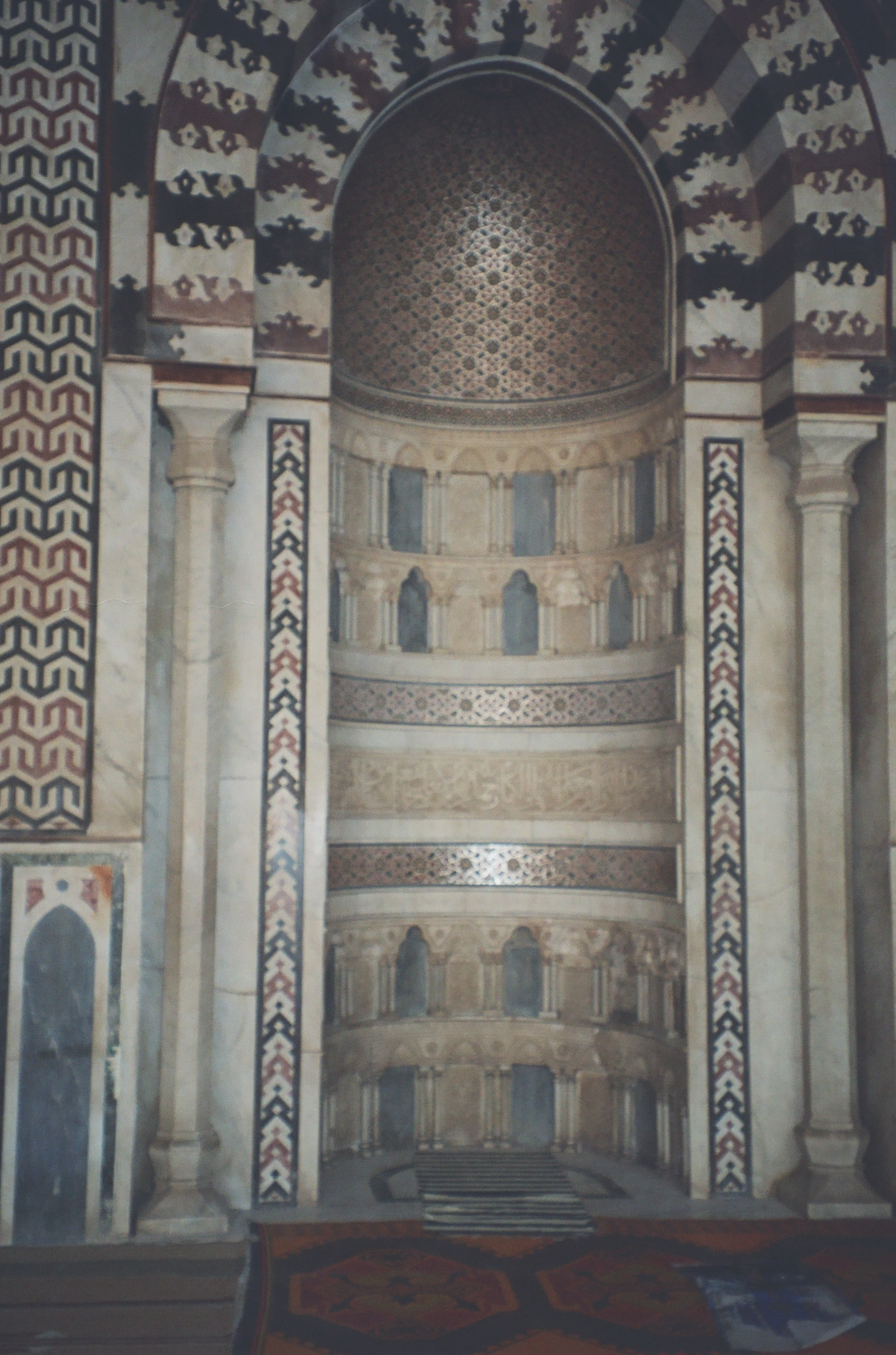
Mihráb egy kairói mecsetben

## Hivatalos személyek a mecsetekben

### Imám
Az imám vallási vezető. A kinevezett imámot a vallási ügyekben tanult személyek közül választották ki, aki gyakran hásimita volt. Az iszlám legkorábbi időszakában az uralkodó, vagy a közösség legmagasabb rangú vezetője volt az ima vezetője is egyben, Az ima alatt a mihráb mellett áll, de néha pulpituson. Mekkában, a 12. században mind a négy elismert madzhabnak (jogi iskolának) volt imámja, és a nagymecsetben egymás után vezették le az imákat a következő sorrendben: sáfiita, málikita, hanafita és hanbalita iskolák imái. Csak a szalát al al-maghrib imádságot hajtották végre közösen. Ramadán alkalmakor a mecset különféle helyein tartották a taravih imákat. Ramadánkor néha rendkívüli imámokat neveztek ki.
Amikor az imám már nem képviselt politikai hivatalt, minden mecsetben rendszeresen szolgált imám. Fenn kellett tartania a rendet, és általában a mecset spirituális életéért és szolgálatáért is felelős volt. Minden reggel az ima után felolvasott a Koránból. Feladata volt az imák lebonyolítása, meg kell felelnie a törvényekben meghatározott előírásoknak. Néhány hagyomány szerint a pénteki ima vezetőjének különböznie kell az öt előző napi imákat levezető imámtól.

### Khatíb
Az iszlámban a khatíb olyan személy, aki a prédikációt (khuṭba=elbeszélés) adja a pénteki ima alkalmával.
A khatíb általában az imám, de tőle különböző hívők is betölthetik a pozíciót. A khatíbbá válásnak nincs különösebb követelménye, de az illetőnek pubertáskort betöltött férfinak kell lennie, szükséges továbbá, hogy a khatíbok nem lehetnek tisztátalanok fizikai valójukban.

### Káss
Káss (qāṣṣ): A korai iszlámban egyszerű prédikátor volt, aki történeteket mesélt Mohamed és társainak életéből, elbeszélgetett a hívőkkel a hitük megerősítésére. A korai káss az iszlám tudósai körében jó hírnevet szerzett magának, azonban ma már inkább másodrendű vallási személyiség, aki az iszlám ortodoxia peremén áll, és sokak szerint akár közvetlenül is hozzájárul a hit romlásához. Ezt a hivatalt a mecsetekben I. Muávija kálifa honosította meg. A hivatalos kass általában egy kádi (bíró) volt. Feladata az volt, hogy mindennap délelőtt ima után elítélte az iszlám ellenségeit, és pénteken magyarázza a Koránt a khuṭba után.

### Müezzin
A müezzin az a személy, akit azért neveztek ki a mecsetbe, hogy vezesse és felszólítsa a hívőket napi soros imájuk végrehajtására, Isten és a mecset imádatára. A müezzin posztja fontos, a közösség pontos imarendjének betartása függ tőle.

## Illemszabályok a mecsetben
Sok mecset van, főleg a turisták által gyakran látogatott országokban, amelyek nem muzulmánok számára is látogathatóak. Belépés előtt a cipőt le kell venni (odabent többnyire úgyis szőnyeg borítja a padlót). A cipőket a bejáratnál lehet hagyni, vigyázva, hogy egyik talpa se forduljon felfelé (az arab világban sértés a talpat személyek felé fordítani). Az imádkozókat a hátuk mögött kell megkerülni, nem előttük. Egyébként úgy kell viselkedni, mint egy keresztény templomban (konzervatív öltözködés, halk beszéd).

## Jelentős mecsetek, dzsámik

### Magyarországon

#### Megmaradt
- Jakováli Hasszán dzsámija, Pécs
- Özicseli Hadzsi Ibrahim-dzsámi, Esztergom
- Gázi Kászim pasa dzsámija, Pécs
- Malkocs bég dzsámija, Siklós

#### Elpusztult
- Orta dzsámi
- Oszmán bej dzsámi
- Ferhád pasa dzsámija, Pécs

### Külföldön
- Alaaddin-dzsámi, Konya, Törökország
- Córdobai nagymecset, Córdoba, Spanyolország
- Szelimije-dzsámi, Konya, Törökország
- Şehitlik-mecset, Berlin, Németország
- Párizsi nagymecset, Franciaország
- Baitul Futuh mecset, London, Egyesült Királyság
- Mekkai nagymecset (Maszdzsid al-Haram), Szaúd-Arábia
- Al-Aksza-mecset, Jeruzsálem, Izrael
- Szikla mecset, Jeruzsálem, Izrael